# فندی، الجزایر
فندی روستایی در شهرداری بنی ونیف، در ناحیه بنی ونیف، استان بشار، الجزایر است. این روستا در کنار یک وادی در انتهای یک جاده محلی منتهی به جنوب از تقاطع با بزرگراه N6 در غرب بنی ونیف واقع شده است. ۷۵ کیلومتری (۴۷ مایلی) شرق بشار و ۳۲ کیلومتری (۲۰ مایلی) جنوب غربی بنی ونیف است.